# Steingrímur Steinþórsson
Steingrímur Steinþórsson (født 12. februar 1893 i Álftagerði ved Mývatn, død 14. november 1966) var en islandsk politiker fra Fremskridtspartiet, der var Islands statsminister 14. marts 1950 til 11. september 1953 som leder af en koalitionsregerning med Selvstændighedspartiet, hvis formand Ólafur Thors var periodens dominerende politiker og statsminister både før og efter Steinþórsson.
Steingrímur Steinþórsson var valgt til Altinget 1931-33, 1937-42 og 1946-59. Han var 1. næstformand for Altingets nederste afdeling 1947-1949 og formand for det samlede Alting 1949-50. Han var stats- og socialminister 1950-53, samt landbrugs- og socialminister 1953-56. På trods af sin fremtrædende stilling indenfor Fremskridtspartiet opnåede han aldrig at blive partiformand.